# Bitka kod Trafalgara
Bitka kod Trafalgara je pomorska bitka koja se vodila 21. listopada 1805. tijekom Napoleonskih ratova, u kojoj su se sukobili francuska i britanska mornarica. To je bila najvažnija pomorska bitka vođena tijekom Napoleonskih ratova.
Napoleon je Veliku Britaniju smatrao za najvećeg neprijatelja i dugo je planirao pohod na nju u namjeri da je osvoji. Godine 1805. admiral Horatio Nelson je s Kraljevskom mornaričkom flotom od 27 brodova porazio i uništio francusku i španjolsku flotu od 33 broda zapadno od rta Trafalgar. Admiral Nelson umro je u završnom dijelu bitke, ali tada je već osigurao svoje mjesto u povijesti kao najveći britanski mornarički junak, a Velika je Britanija tom pobjedom stekla potpunu premoć na moru.

## Bitka
U kolovozu 1805. Napoleon je napisao svojim admiralima:
«Dođite u kanal. Dovedite našu sjedinjenu flotu i Engleska je naša. Ako budete tamo samo 24 sata sve će biti gotovo i 6 stoljeća srama i uvreda će biti osvećeno.»
To je bila zapovijed koja se u nastavku ispostavila nemogućom za obaviti. Napoleon je imao 2000 brodova i 90 000 ljudi poredano duž francuske obale, ali je britanska blokada španjolskih i francuskih luka uspjela imobilizirati tu ogromnu silu sprječavajući je da se iskrca na kopno.
Napoleon je u očaju naredio svojoj floti smještenoj u Cadizu da otplovi u susret neprijateljskim brodovima koji su mirno čekali «the green Atlantic swells» kod Cape Trafalgara oko 80 km istočno od Cadiza.
Kraj Napoleonove poruke floti s Cardiza glasila je: «Njegovo Veličanstvo računa na ništa drugo nego gubitak njegovih brodova. Pobrinite se da ih izgubi časno.»
Kao odgovor na njegovu naredbu tridesettročlana flota s 2,640 komada oružja pod vodstvom admirala Villeneuve, zaputila se iz Cadiza u susret neprijatelju. Iako se ta flota mogla činiti kao dostojan protivnik zbog par razloga je njezina sudbina o propasti bila zapečačena.
Zapovjednika francuske flote još su progonile uspomene nečasnog i sramotnog poraza od strane mnogo manje britanske flote tek tri mjeseca ranije i to čovjek kojeg je i sam Napoleon, nakon što se njegova flota odazvala na zapovijed, proglasio nesposobnim za zadatak koji je preuzeo. Dok je Villeneuve isplovljavao iz Cadiza, kurir se upravo spuštao niz španjolski poluotok noseći poruku Villenuevu da preda svoj zadatak admiralu Rosilyju.
Iako kurir nije stigao predati poruku bilo bi pogrešno pretpostaviti da bi bitka prošla u drugom smjeru čak i da je admiral Rosily preuzeo vodstvo jer je bilo jednostavno previše faktora koji su radili protiv njihove flote. No kao i admiral Villeneuve, kapetani francuskih i španjolskih brodova bojali su se poraza i prije nego što je bitka započela.
Uništeni dugim razdobljem mirovanja na moru, zbog britanske blokade, s 1,700 bolesnih ljudi na brodovima, Francuzi su također otplovili od Cadiza znajući da im je samo čudo moglo pokloniti pobjedu.
I španjolski brodovi, upravljani većinom od vojnika, plovili su u bitku s ljudima koji nisu znali koristiti topove, pod vodstvom španjolskih kapetana koji su do nedavno služili francuskim admiralima, nisu se osjećali vrlo samouvjereno.
No sve je kapetane zapravo najviše mučila činjenica da se upravo kreću suprotstaviti najvještijem admiralu tog vremena, Horatiju Nelsonu.
20. listopada 1805. francusko-španjolska flota je bila uočena, te ubrzo nakon toga britanski brodovi su poslali poruku koja je glasila: "Francuzi i Španjolci su napokon na otvorenom, brojčano su nadmoćniji u brodovima, oružju i ljudima: mi smo na rubu najveće pomorske bitke u povijesti."

### Planovi za bitku
Tu je poruku na brodu HMS Victory primio Horatio Nelson sa skoro ekstremnom smirenošću. Njegovi planovi za bitku su već bili izrađeni i proslijeđeni svim njegovim brodovima.
Do bitke kod rta Trafalgara nije se znalo kako bi jedna flota mogla oduzeti potpunu pobjedu.
U prijašnjim bitkama bio bi običaj da flote uplove u bitku u dvjema paralelnim linijama dok u isto vrijeme obostrano pucaju topovima. Neizbježno je bilo da obje strane pretrpe velike gubitke, dok se jedna ne povuče. No Nelson je odlučio prekinuti tu tradiciju:

Njegov plan bio je razdvojiti svoju flotu na dvije grupe. Jedna grupa bi napadala dijelove neprijateljske linije, i uništila bi ih prije nego što bi im drugi brodovi mogli doći u pomoć.
Druga grupa bi međutim napadala neprijateljske brodove pod pravim kutom, probila njihove linije,
i onda presjekla povlačenje njihove flote.
Ova agresivna strategija, kasnije nazvana "Nelsonov dodir" (u originalu na eng. «Nelson touch») promijenila je cijeli tok prijašnjih bitaka i načina pomorskog ratovanja.
Bitka nije počela do idućeg dana, kada je francusko-španjolska flota bila već dobro vidljiva, kod rta Trafalgar, a Nelson je stajao na palubi, u izglačanoj uniformi, i ispoliranim medaljama na prsima.

### Signali za borbu
Nedugo nakon toga, Nelson je zvao nadležnog signalista: "Neka signal glasi da krenemo niz neprijatelja u dvije linije" naredio je. Zatim se spustio u potpalublje da napiše svoju oporuku, pri čemu su svjedoci bili kapetan Hardy i kapetan Blackwood koji se ukrco s Euryalusa. Nakon toga otišao je na palubu i naredio je signal:
"Engleska očekuje da će svaki čovjek obaviti svoju dužnost".

### Prva krv
Prvi hitac ispaljen je u podne na britanski brod Royal Sovereign. Taj željezni pozdrav primljen je u tišini.
Royal Sovereigne koji je čekao okret španjolske Santa Anne koju je zatim izrešetao paljbom te ubio i ranio više od 400 članova posade. U međuvremenu Nelsonovi brodovi su nastavljali naprijed, tihi i uporni, tražeći francuski admiralski brod.

Uskoro Nelson je naišao na španjolski brod s 4 palube, Santissima Trinidad.
Napao je taj brod, znajući da admiralov brod neće ostati sakriven pod napadom na ovako vrijedan dio njihove flote.
Bucentaure, Villeneuvesov brod, s još 7 do 8 brodova napao je Victory.
Iako pod vatrom, Santissima Trinidad nije uzvraćao paljbu jer njegovi topovi nisu dosezali do Victory.
Kada se Victory uspio dovoljno približiti da napadne Santissima Trinidad, 50 članova posade je bilo mrtvo, a 30 ranjeno.
Tada su ta dva broda ušli u područje obostrane vatre i minimalne vidljivosti zbog oblaka dima što se uzdizao u zrak.
Iako naslijepo, borba se nastavila u istim intenzitetom, ali se dim počeo malo raščišćivati s palube Victory taman toliko da je neprijatelj zapazio britanske oznake na njihovim ramenima.
Iz klečećeg stava vojnik je nanišanio svoju mušketu u Nelsona.
Na palubi Victory kapetan Hardy se okrenuo od Nelsona da izda naredbu, kada se Nelson trgnuo i pao, smrtno ranjen.
Hardy, jedan narednik marinaca i dva vojnika, potrčali su da pomognu Nelsonu. Podigli su ga i odnijeli u kapetansku kabinu gdje je Hardy naredio da mu se lice pokrije maramicom jer nije htio da se zna da je kapetan ranjen.
U međuvremenu, francuski su vojnici ranili i ubili preko 40 članova posade Victory pa su se Francuzi, vidjevši praznu palubu, osjećali dovoljni samouvjereno da se pokušaju ukrcati.
Kada su se Francuzi prebacili iz potpalublja izletjeli su Britanci pobivši svakog Francuza koji se uspio ukrcati.
U kapetanskoj kabini Nelsonov život je brzo odlazio; no bio je još živ kad se Hardy vratio da mu kaže kako se 14 neprijateljskih brodova predalo. 
"To je dobro", rekao je Nelson "no ja bih se cjenkao za 20". Nakon što je buncao još malo, zadnje što je rekao bilo je: "Ja sam obavio svoju dužnost. I zahvaljujem Bogu na tome!"

### Uništeni snovi
Pod zalazećim suncem, Nelsonova flota je plovila u dvjema skupinama među uništenim ostatcima neprijateljskih brodova. Britanski gubitci su bili teški: 449 poginulih, i 1,241 ranjenih. Ali zato niti jedan od 27 brodova Britanske flote nije bio potopljen, ni zarobljen. 
Bitka kod rta Trafalgara bila je odlučujuća bitka za Napoleonove ratove. Za kontrolu nad svijetom, Napoleonu je bila nužna kontrola na moru. S njegovom poraženom i uništenom flotom taj san je nestao zauvijek.
No s britanske strane, Trafalgar je Britancima pružio prevlast na moru u idućih 150 godina, kroz koje se vrijeme počelo boriti za prevlast na kopnu, kako su ulazili u doba pare, i nova otkrića 20 stoljeća.